# Daniel Inouye
Daniel Ken Inouye (Honolulu, 7 settembre 1924 – Bethesda, 17 dicembre 2012) è stato un politico statunitense, senatore per lo stato delle Hawaii dal 1963 al 2012 ed in precedenza membro della Camera dei Rappresentanti per lo stesso stato dal 1959 al 1963. Membro del Partito Democratico, Inouye è stato un importante esponente dei democratici al Senato, nella politica nazionale e nello Stato delle Hawaii, essendo stato il primo membro della Camera dei Rappresentanti in rappresentanza delle Hawaii sin dall'ammissione a stato federato nel 1959 e successivamente senatore per 49 anni, rendendolo il secondo senatore più longevo della storia degli Stati Uniti d'America. Inoltre, Inouye ha servito come Presidente pro tempore del Senato degli Stati Uniti d'America dal 2010 al 2012.

## Biografia
Appartenente al Partito Democratico, ha rappresentato a Washington lo Stato delle Hawaii sin dalla sua ammissione come 50º Stato (1959), dapprima in qualità di primo deputato alla Camera dei Rappresentanti, quindi come senatore dal 1963, venendo poi sempre rieletto fino alla morte, avvenuta nel 2012.
Giunto al suo ottavo mandato, dal 28 giugno 2010, in seguito alla morte del collega di partito Robert Byrd, egli è stato eletto Presidente pro tempore del Senato, in quanto membro da più tempo in carica.
È scomparso nel 2012 all'età di 88 anni a seguito di problemi respiratori.